# Audemez
 Audemez is een plaats in de Belgische provincie Henegouwen die deel uitmaakt van de deelgemeente Wasmes-Audemez-Briffœil van de stad Péruwelz. Van 1795 tot 1805 was Audemez een zelfstandige gemeente.
Audemez is gelegen in het zuiden van de deelgemeente en wordt van de dorpskern gescheiden door de autosnelweg A16/E42. Door lintbebouwing is Audemez tegenwoordig vergroeid met de dorpskern van Callenelle.

## Geschiedenis
Audemez behoorde onder het ancien régime tot het land van Aat dat deel uitmaakte van het graafschap Henegouwen. Sinds 1170 behoorde de heerlijkheid Audemez toe aan de gelijknamige familie d'Audemez.
In 1703 werd er een kousenfabriek opgericht waar zo'n dertigtal families werk vonden.
Bij de vorming van de gemeenten in 1795 werd Audemez een zelfstandige gemeente. Tien jaar later, in 1805, werd de gemeente Audemez al opgeheven wegens het kleine aantal inwoners (64 bij de volkstelling van 1801) en bij Wasmes gevoegd. Nochtans was er geen gemeenschappelijke geschiedenis tussen de twee gemeenten daar Wasmes steeds tot het Doornikse behoord had. De nieuwe fusiegemeente kreeg de naam Wasmes-Audemez.
Kerkelijk was Audemez steeds afhankelijk van de parochie Wasmes.
Deelgemeenten: Baugnies · Bon-Secours · Braffe · Brasménil · Bury · Callenelle · Péruwelz · Roucourt · Wasmes-Audemez-Briffœil · Wiers

Overige plaatsen: Audemez · Briffœil · Ponange · Ringies · Wasmes

Belgische gemeenten · Arrondissement Doornik-Moeskroen · Henegouwen · Wallonië